# Springfield (Oregon)
Springfield is een plaats (city) in de Amerikaanse staat Oregon, en valt bestuurlijk gezien onder Lane County.

## Demografie
Bij de volkstelling in 2000 werd het aantal inwoners vastgesteld op 52.864. In 2006 is het aantal inwoners door het United States Census Bureau geschat op 55.848, een stijging van 2984 (5,6%).

## Geografie
Volgens het United States Census Bureau beslaat de plaats een oppervlakte van 37,3 km², geheel bestaande uit land. Springfield ligt op ongeveer 156 m boven zeeniveau.

## Simpsons
Met de vele andere Springfields in de Verenigde Staten streed Springfield Oregon 25 jaar lang over de locatie van Springfield (fictieve plaats), waar de televisieserie The Simpsons zich afspeelt. In april 2012 onthulde de maker van de serie Matt Groening in 'Smithsonian Magazine', dat Springfield Oregon zijn inspiratiebron was voor de fictieve stad.